# Palau de les Arts Reina Sofia

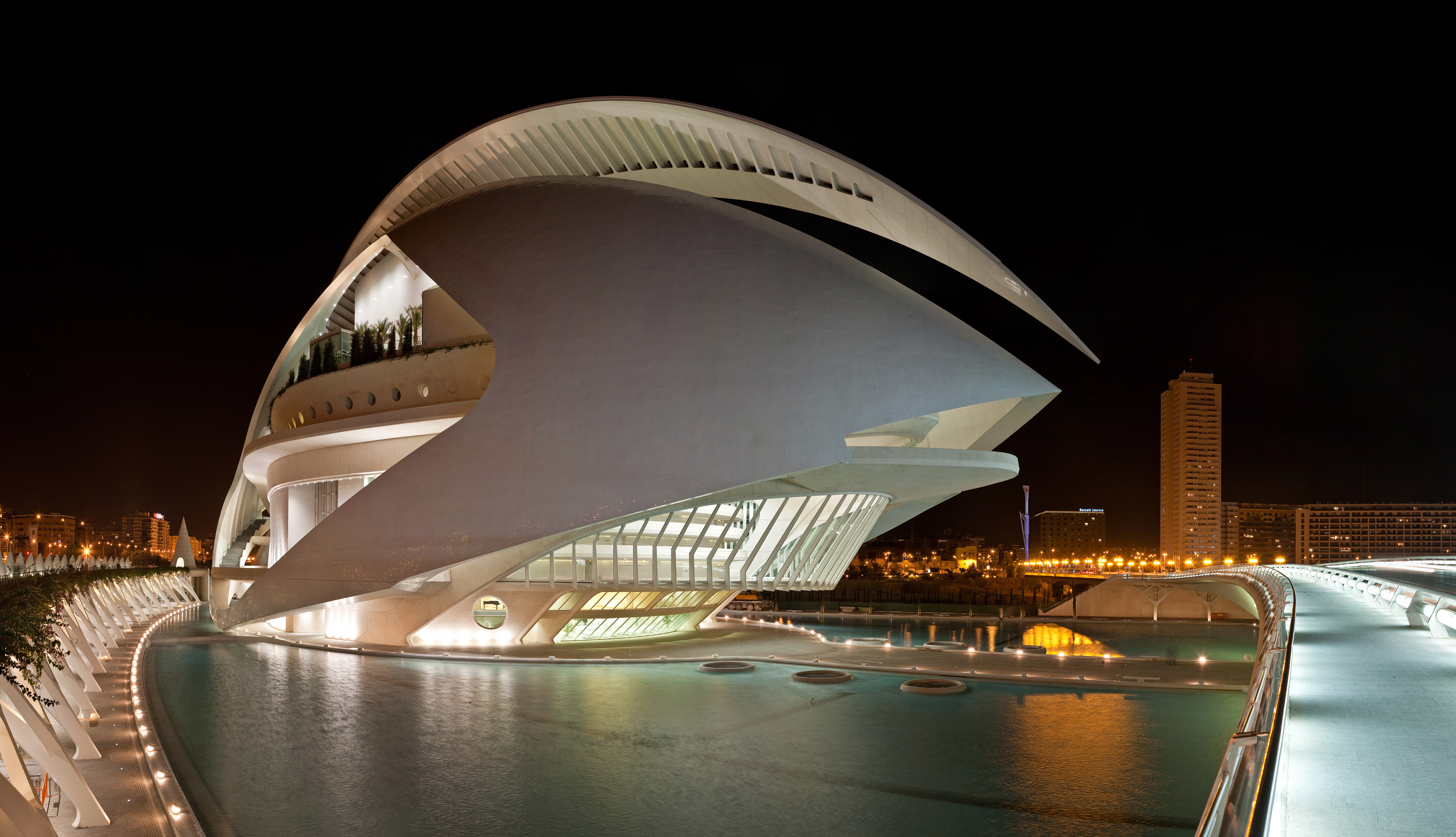
Operahuset i Valencia

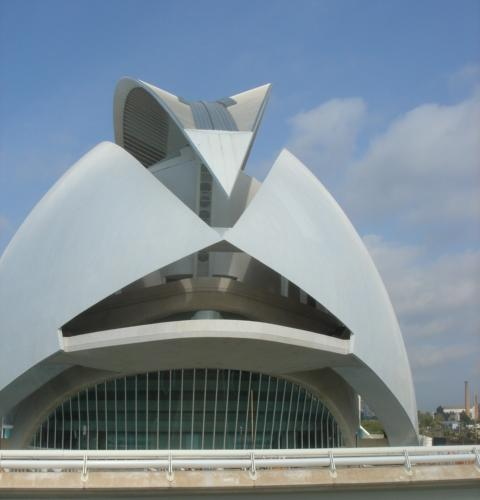
Palau de les Arts Reina Sofía, baksidan

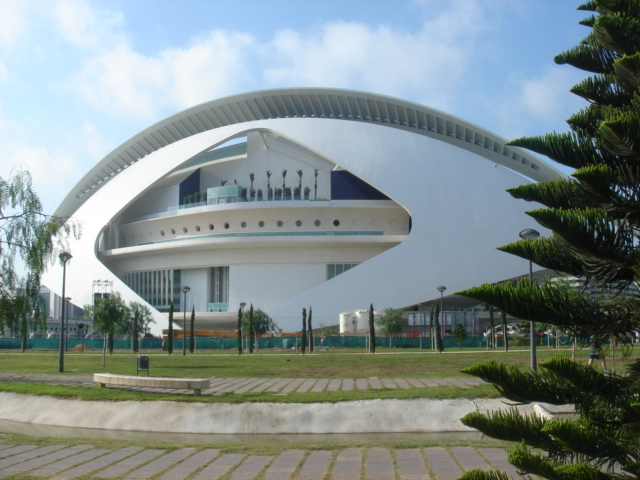
Palau de les Arts Reina Sofía

Palau de les Arts Reina Sofia, Operahuset i Valencia, är en byggnad, som ritades av Santiago Calatrava och invigdes 2005 i Ciutat de les Arts i les Ciències i Valencia i Spanien.
Byggnaden har 14 våningar ovan jord och tre under. Huset är 70 meter högt och har en yta på 55.000 kvadratmeter. Det har fyra salar, varav de två största, Sala Principal och Audioria, tar 1.400-1.500 åhörare vardera, och de två mindre,  Aula Magistral och Teatre Martín i Soler har vardera omkring 400 sittplatser.

## Konstruktionsproblem
Byggnaden har dragits med problem med nedfallande fasadbitar efter hård blåst, vilket lett till att Valencia stad har stämt Santiago Calatrava.